# Копо (Анкона)
Копо је насеље у Италији у округу Анкона, региону Марке.
Према процени из 2011. у насељу је живело 332 становника. Насеље се налази на надморској висини од 82 м.